# Mikroregion Vale do Rio dos Bois
| Mikroregion Vale do Rio dos Bois | Mikroregion Vale do Rio dos Bois                       |
| -------------------------------- | ------------------------------------------------------ |
|                                  |                                                        |
| Karte                            |                                                        |
|                                  |                                                        |
| Basisdaten                       |                                                        |
| Staat:                           | Brasilien (BRA)                                        |
| Verwaltungsgliederung:           | Mittelwesten                                           |
| Bundesstaat:                     | Goiás (GO)                                             |
| Mesoregion:                      | Süd-Goiás                                              |
| Angrenzende Mikroregionen:       | Iporá, Anicuns, Goiânia, Meia Ponte, Sudoeste de Goiás |
| Zeitzone:                        | UTC-3 Sommer: UTC-2                                    |
| Fläche:                          | 13.608,603 km²                                         |
| Einwohner:                       | 112.478 IBGE: 2009 geschätzt                           |
| Bevölkerungsdichte:              | 8,3 Einwohner / km²                                    |
| Anzahl der Gemeinden:            | 13                                                     |
| Telefonvorwahl:                  | +5564                                                  |

Die Mikroregion Vale do Rio dos Bois ist eine durch das IBGE (Instituto Brasileiro de Geografia e Estatística) für statistische Zwecke festgelegte Region im brasilianischen Bundesstaates Goiás. Sie gehört zur Mesoregion Süd-Goiás und umfasst 13 Gemeinden.

## Geographische Lage
Die Mikroregion Vale do Rio dos Bois grenzt an die Mikroregionen (Mesoregionen):
- Im Norden an Iporá und Anicuns (beide Zentral-Goiás)
- Im Nordosten an Goiânia (Zentral-Goiás)
- Im Südosten an Meia Ponte (Süd-Goiás)
- von Süden bis Nordwest an Sudoeste de Goiás (Süd-Goiás)

## Gemeinden in der Mikroregion Vale do Rio dos Bois
| Gemeinde            | Lage                          | Fläche (km²) | Einwohner geschätzt 2009 | BIP in 2003 (R$ 1.000,00) |
| ------------------- | ----------------------------- | ------------ | ------------------------ | ------------------------- |
| Acreúna             | Lage von Acreúna (Goiás)      | 1.565,989    | 19.246                   |                           |
| Campestre de Goiás  | Lage von Campestre de Goiás   | 273,816      | 3.591                    |                           |
| Cezarina            | Lage von Cezarina (Goiás)     | 415,809      | 7.832                    |                           |
| Edealina            | Lage von Edealina (Goiás)     | 603,652      | 3.821                    |                           |
| Edéia               | Lage von Edéia (Goiás)        | 1.461,519    | 10.604                   |                           |
| Indiara             | Lage von Indiara (Goiás)      | 956,473      | 13.364                   |                           |
| Jandaia             | Lage von Jandaia (Goiás)      | 864,104      | 6.596                    |                           |
| Palmeiras de Goiás  | Lage von Palmeiras de Goias   | 1.539,683    | 22.798                   |                           |
| Palminópolis        | Lage von Palminopolis (Goiás) | 387,693      | 3.761                    |                           |
| Paraúna             | Lage von Paraúna (Goiás)      | 3.781,219    | 11.319                   |                           |
| São João da Paraúna | Lage von São João da Paraúna  | 305,357      | 1.672                    |                           |
| Turvelândia         | Lage von Turvelândia (Goiás)  | 934,260      | 4.068                    |                           |
| Varjão              | Lage von Varjão (Goiás)       | 519,029      | 3.806                    |                           |